# Подход на способностите и талантите
Подход на способностите и талантите  е икономическа теория от началото на 80-те на 20 век и подход в икономика на благосъстоянието . В този подход Амартя Сен свързва голям обсег от идеи, които допреди това са изключвани от (или не достатъчно добре формулирани в) традиционните подходи на икономика на благосъстоянието. Ключовият подход е фокусирането върху това какво индивидите са способни да правят (способни на).
Марта Нусбаум дефинира 10 основни принципа на този подход:
1. Живот. Възможността да се живее до края на човешкия живот при негова нормална продължителност; без преждевременна смърт, при която животът на някого е редуциран като безсмислен.
2. Здраве на тялото. Способността за добро здраве, включително репродуктивно здраве, добро захранване, адекватен подслон.
3. Интегрираност на тялото. Способност за свободно придвижване от място на място, сигурност от насилствено нападение или покушение, включително сексуално нападение и домашно насилие, възможности за сексуално задоволство и избор в репродуктивен аспект.
4. Усещания, въображение и мисъл. Способност за усещания, въображение, мислене и съждение по „истински човешки“ начин, който е информиран и култивиран от адекватно образование, включително, но неограничаващо се до грамотност и базово математическо, и научно образование. Способност за използване на въображението и мисълта за правене на връзка с опитността и произвеждането на дейности и събития по собствен избор – религиозни, литературни, музикални и т.н. Способност за използване на ума по начини, защитени с гаранции за свобода на израза по отношение на едновременно политическата и артистична реч, свобода на религиозната опитност. Способност да изпитва удоволствени опитности и да избягва неползотворна болка.
5. Емоции. Способност за привързване на нещата и хората извън себе си; обич към тези които се грижат за нас, мъка при тяхната липса; като цяло способност да се обича, скърби, да се изпитват очакване, благодарност и справедлив гняв. Без нечие емоционално развитие да е помрачено от страх или безпокойство.
6. Практическо мислене. Който е способен да формира концепция за добро и ангажирано с критическа рефлексия мислене за планирането на нечий живот. (Това включва опазване на свободата на съзнание и религиозен ритуал.)
7. Заедност с другите.
  1. Способност да живее с и за другите, да разпознава и показва ангажимент към другите човешки същества, да има ангажимент към различни форми на социална интеракция; да е способен да има представа за ситуацията на другия. (Предпазването на тази способност означава предпазване на институциите, които съставят и поддържат такива форми на сдружаване и също защитаване на свободата на сдружаване и политическа реч.)
  2. Да са налице социалните основи за самоуважение и неунижаване; способност да бъде третиран като уважавано същество, чиято ценност е равна на тази на другите. Това включва обезпечаване на недискриминация на базата на раса, пол, сексуална ориентация, етническа принадлежност, каста, религия, национален произход и форма на живот (бел. ред. species).
8. Други видове. Да е способен да живее с ангажимент за и в отношение към животни, растения и света на природата.
9. Игра. Да е способен да се смее, играе и да получава удоволствие от възстановяващи дейности.
10. Контрол над собствената среда.
  1. Политика. Да е способен ефективно да взима част от политическите избори, които управляват нечий живот; право на политическо участие, защита на свободната реч и свобода на сдружаване.
  2. Материални. Да е способен да поддържа собственост (движима и недвижима собственост), и право на собственост наравно с другите; право на търсене на работно място наравно с другите; право на свобода от задържане и конфискация без съдебно разпореждане. В работата да е способен да работи като човек, като има практическа размисъл и влиза в смислени взаимоотношения при взаимно признаване с другите работещи.